# Ξ-Baryon
Ξ-Baryonen (Xi-Baryonen), manchmal auch Kaskadenteilchen genannt, sind Baryonen, die aus zwei Strange-Quarks sowie aus einem Up- oder einem Down-Quark bestehen. Sie besitzen Spin 1⁄2, Isospin 1⁄2 und werden durch ihre unterschiedlichen elektrischen Ladungen gekennzeichnet: Ξ0 und Ξ −.
Sie gehören zu den Hyperonen.

## Beschreibung

Das Baryon-Oktett (Spin)

Die Ξ-Baryonen gehören dem SU(3)-Oktett an.
Sie zerfallen zu beinahe 100 % in ein Λ-Baryon und ein Pion. Dabei zerfällt das Ξ0 in ein Λ und ein π0, während der Zerfall des Ξ− in ein Λ und ein π− erfolgt. Das Λ zerfällt anschließend weiter, meist in ein Nukleon und ein weiteres Pion. Wegen dieses zweistufigen Zerfalls werden die Ξ-Baryonen manchmal auch als Kaskadenteilchen (englisch cascade) bezeichnet.

## Angeregte Zustände

Das Baryon-Dekuplett (Spin)

Die Ξ-Baryonen besitzen angeregte Zustände, die denselben Quarkinhalt, aber nicht unbedingt denselben Spin haben. Sie sind weitaus kurzlebiger, weil sie über die starke Wechselwirkung zerfallen können. Der erste angeregte Zustand, der auch als Ξ*-Baryon bezeichnet wird, hat den Spin 3⁄2 und ist Teil des Baryon-Dekupletts. Er ist etwas schwerer als das Ξ-Baryon (Ξ*0: 1531 MeV/c², Ξ*−: 1535 MeV/c²) und zerfällt in ein Pion und ein Ξ-Baryon.
Insgesamt kennt man (wenn man beide Ladungszustände nur als ein Teilchen zählt) ziemlich sicher sechs Ξ-Baryonen (existence is certain und existence ranges from very likely to certain) und hat Hinweise auf fünf weitere.

## Ξ-Baryonen mit schwereren Quarks
Zu den Ξ-Baryonen gehören im weiteren Sinne auch Baryonen, bei denen ein oder beide s-Quarks durch ein schwereres c-Quark oder b-Quark ersetzt sind. Bislang hat man mehrere Ξc0, Ξc+, Ξb− und Ξb0 sowie ein Ξcc++ nachgewiesen.